# Unterseeboot 1407
L'Unterseeboot 1407 ou U-1407 est un sous-marin côtier allemand (U-Boot) de type XVIIB utilisé par la Kriegsmarine pendant la Seconde Guerre mondiale.
Le sous-marin est commandé le 4 janvier 1943 à Hambourg (Blohm & Voss), sa quille posée le 13 novembre 1943, il est lancé en février 1945 et mis en service le 13 mars 1945, sous le commandement de l'Oberleutnant zur See Horst Heitz.
L'U-1407 n'effectue aucune patrouille, par conséquent il n'endommage ni ne coule aucun navire.
Il est sabordé en mai 1945.

## Conception
Unterseeboot type XVII, l'U-1407 avait un déplacement de 312 tonnes en surface et 337 tonnes en plongée. Il avait une longueur hors-tout de 41,45 m, un maître-bau de 4,50 m, une hauteur de 8,80 m et un tirant d'eau de 4,30 m. Le sous-marin était propulsé par une hélice, une turbine Walter de 2 500 ch, un moteur diesel 8 cylindres Deutz SAA 8M517 en ligne de 210 cv et un moteur électrique AEG-Maschine AWT98 77 PS de 76 cv (55 kW). Il était équipé de 62 batteries 26 MAL 570 de 3 240 Ah.
Le sous-marin avait une vitesse en surface de 8,8 nœuds (16,3 km/h) et une vitesse de 5,5 nœuds (10,1 km/h) ou 25 nœuds (46,3 km/h) en plongée suivant le système de propulsion choisi. Immergé, il avait un rayon d'action de 150 milles marins (241 km) à 20 nœuds (37 km/h). En surface, son rayon d'action était de 3 000 milles nautiques (4 828 km) à 8 nœuds (15 km/h).
L'U-1407 était équipé de deux tubes lance-torpilles de 533 mm AV (longueur de 5 mètres) et embarquait quatre torpilles. Sa capacité de gasoil était de 20 tonnes et 55 tonnes de H2O2. Son équipage comprenait 3 officiers et 16 sous-mariniers.

## Historique
Il est en phase d'entraînement à la 8. Unterseebootsflottille basé à Danzig et dans la 5. Unterseebootsflottille à Kiel jusqu'à son sabordage.
Le submersible est basé à Rensburg, à l'extrémité nord du canal de Kiel, comme bateau expérimental jusqu'à fin avril 1945. Le 1er mai 1945, l'U-1406 et l'U-1407 quittent Rensburg pour Cuxhaven et y arrivent, le 3 mai.
Conformément aux ordres reçus, les deux U-Boote se rendent le 5 mai 1945 à 8 heures du matin à Cuxhaven, en Allemagne, dans la zone d'occupation britannique. Leurs équipages sont internés dans un camp en dehors de la ville. Le 6 mai, les deux sous-marins sont remorqués au New Fishery Haven dans le port de Cuxhaven, où tous les U-Boote capturés sont placés sous la responsabilité de deux navires d'escorte britanniques. Ces derniers sont amarrés aux côtés des U-1406 et U-1407 afin de s'assurer qu'aucun personnel non autorisé n'accédent aux U-Boote. Dans la nuit du 6 au 7 mai, l'Oberleutnant zur See Gerhard Grumpelt, qui n'était ni membre de l'équipage de l'U-1406 ni de l'U-1407, étant temporairement hébergé dans l'un des deux navires de garde, monte à bord des deux U-Boote et les saborde en ouvrant les bouches d'aération principales et les vannes d'inondation. 
À la suite de cette action, Grumpelt est traduit en cour martiale et accusé de crime de guerre, en violation des lois et usages de la guerre. Déclaré coupable, il est condamné le 8 mars 1946 à sept années d'emprisonnement.
Renfloué en juin 1945, le submersible est levé par une grue au chantier Howaldtswerke, à Kiel, jusqu'à août 1945.
Lors de la Conférence de Potsdam en juillet 1945, l'U-1406 est alloué aux États-Unis et l'U-1407 à la Grande-Bretagne.
Fin août 1945, l'U-1407 est tiré par un remorqueur de la marine allemande jusqu'au Royaume-Uni. Le 18 janvier 1946, le submersible atteint le chantier naval Vickers, à Barrow-in-Furness. Il est nommé U 25 et modifié sous la supervision du professeur Hellmuth Walter. Destiné uniquement à des essais et à servir de comme navire cible, ses deux tubes lance-torpilles sont retirés.
En février 1947, le sous-marin est remis en service dans la Royal Navy sous le commandement du lieutenant J.S. Launders. En juin 1947, il est rebaptisé HMS Meteorite. Il est utilisé comme navire d'essais jusqu'au 7 août 1949, puis vendu à la société de démolition Thos W Ward (en) qui le ferraille en 1950.

## Affectations
- 8. Unterseebootsflottille du 8 janvier 1945 au 15 février 1945 (période de formation).
- 5. Unterseebootsflottille du 16 février 1945 au 5 mai 1945 (période de formation).

## Commandement
- Oberleutnant zur See Horst Heitz du 29 mars 1945 au 5 mai 1945.